# La Puissance du jour
 (mai 2021).
La Puissance du jour est un roman de l'écrivain Vercors, publié en 1951 aux éditions Albin Michel, conjointement avec Les Armes de la nuit (Paris, éditions de Minuit, 1946) dont il constitue la suite. À la suite d'une expérience concentrationnaire hautement traumatisante, le protagoniste principal Pierre Cange lutte pour regagner ce qu'il nomme sa « qualité d'homme », c'est-à-dire son appartenance à la communauté humaine.

## Contexte de publication
L'avant-propos de l'ouvrage reconnaît la difficulté d'écrire après la révélation de l'acte de Pierre Cange : « Ici maintenant, à ma table, de nouveau je m'interroge. Cinq ans ! Est-ce peu ou énorme ? » Il témoigne également des pressions exercées par les lecteurs (« les conseils, les prières, les imprécations, les reproches les adjurations, parfois même les insultes »), qui n'hésitent pas d'ailleurs à lui rendre directement visite, tel ce jeune déporté au passé douloureux, coupable lui aussi d'un meurtre lors de sa détention :
C'était un garçon entre vingt-cinq et trente ans. Il avait le maintien assuré, tranquille, un visage placide, peu. fin mais ferme, des yeux clairs, un regard très droit. Le teint était basané. Il s'assit, et je vis que sa main tremblait. [...]

– Vous allez me trouver bien sot, dit-il. Mais je mettais tant d'espoir en vous ... J'attendais absurdement de vous je ne sais quelle recette ... » Le tic convulsif ravagea ses traits et il lança : « Nous sommes fichus, n'est-ce pas ? »

## Résumé de l'œuvre
Dans Les Armes de la nuit, Pierre Cange, un résistant exemplaire, revient du camp de concentration de Höchsworth, et fuit toute société, dissimulant un horrible secret. Le récit s'achève sur la vision d'un Pierre seul et misérable après avoir confié son fardeau au narrateur, son ami. « Très exactement cinq ans » plus tard, le même narrateur reprend la parole. Pierre a fini par guérir physiquement, mais il demeure moralement un homme brisé. Or, sa fiancée et compagne de lutte Nicole a préparé en secret une « extraordinaire machination » pour l'obliger à se confronter à ses démons. Afin de lui donner la possibilité de reconquérir sa dignité et sa liberté d'action, Nicole va enlever et séquestrer un homme, le préfet Broussard, collaborationniste notoire, adepte de la dénonciation et de diverses exactions pendant l'Occupation.
Bien malgré lui, Pierre Cange doit maintenant présider un tribunal d'anciens résistants et déportés : le boulanger communiste Manéon, l'instituteur Potrel, le libraire Altman, et le poète Saturnin, dit Sat. Tous doivent décider de la condamnation à mort ou de la mise en liberté de leur ancien ennemi, ce qui ne va pas sans discussions houleuses, tandis que les dilemmes et traumatismes de chacun remontent à la surface. Parallèlement, d'autres évènements vont également aider Pierre dans sa réhabilitation, comme la rencontre avec les docteurs Mouthiers et Brosses (chapitre XVI), qui le font réfléchir sur la nature de la condition humaine lors de l'opération à cerveau ouvert d'un éminent professeur.

Cette prise de conscience progressive, à savoir que Pierre n'a jamais été exclu de la communauté des hommes et qu'il n'appartient qu'à lui de s'y maintenir, s'accompagne d'un basculement dans la narration : des chapitres X à XV, le narrateur s'efface au profit du journal de bord de Pierre. D'autre part, Pierre comprend qu'il existe des hommes dénaturés, dont fait partie le préfet Broussard mais aussi ses anciens tortionnaires nazis. Ces individus sont appelés des «Grands Tigres» : ils constituent une menace pour l'être humain et surtout l'intégrité de chacun, ce que Pierre Cange appelle la « qualité d'homme ». Un Grand Tigre, c'est l'animalité soumise à la nature dans ce qu'elle présente de plus violent, impitoyable, sans aucune solidarité, ni geste gratuit ou désintéressé envers ses semblables. L'expression est mentionnée pour la première fois par Nicole au dernier chapitre :
– Le Grand Tigre – c'est vrai, vous ne savez pas. Nous l'appelons comme ça.
– Quoi donc, Nicole, la maladie ?

– Tout cela, dit-elle avec un geste de bras vers la fenêtre. La maladie aussi. Tout. Toute cette tyrannie impassible et sans borne. Le froid, le cancer, les assassins – et aussi notre aveuglement, notre faiblesse ... Voilà notre ennemi, dit Pierre. Voilà notre combat, c'est ce combat qui fait de nous des hommes.
Finalement, Pierre rend son pardon concrètement possible par une réparation effective : il s'engage de nouveau, cette fois-ci dans la lutte antifranquiste, aux côtés de Nicole : « Nous irons en Espagne, Nicole. [...] Parce qu'il s'y trouve des hommes à sauver. Que pourrais-je faire de ma vie, sinon sauver des hommes ? » Même si l'opération de sauvetage tourne court, Pierre étant sérieusement blessé, le bilan est positif : Nicole est parvenu à ramener Pierre à la vie, leur amour retrouve un sens. De plus, Pierre va choisir de suivre études de médecine afin de lutter contre le joug de la nature, et de venir en aide à ses frères humains, tandis que Nicole s'engage comme auxiliaire médicale auprès des aliénées de l'établissement du docteur Mouthiers. Le roman s'achève par un épilogue sous forme de mise en garde
Quelle lutte prodigieuse que celle que nous menons contre ce Léviathan informe que j'appelle le Grand Tigre [...] ce perpétuel carnage, cette boucherie, cette bouillie fourmillante farcie pourtant de griffes et de crocs sous lesquels elle tient pour la servir, dans la nuit de leur ignorance, les malheureux individus, ses esclaves dociles ... Tous très dociles, sauf nous. Sauf nous, les hommes. Sauf ceux d'entre nous du moins qui n'acceptent pas cet esclavage, cette ignoble docilité. Je sais maintenant que la qualité d'homme réside dans ce refus. Qu'elle y réside toute entière. [...] À moi, il a d'abord fallu Hochswörth – il a fallu que je perde dans les flammes jusqu'au dernier respect de moi-même. Combien donc encore de flammes et d'horreurs faudra-t-il aux hommes aveuglés pour que leurs yeux s'ouvrent enfin à une vérité si claire ?

## Adaptation
Les Armes de la nuit et La Puissance du jour ont bénéficié d'une réécriture modernisée, unissant les deux ouvrages : il s'agit du Tigre d'Anvers (Paris, Plan, 1986). Vercors modifie quelque peu le scénario. Le narrateur est un homme né après-guerre, sans aucun lien avec les protagonistes d'origine. Il se fait raconter la vie de Pierre par un vieux mathématicien nommé Lebraz, lequel lui confie même certains documents personnels afin de comprendre au mieux son parcours.